# Kvantberäkning

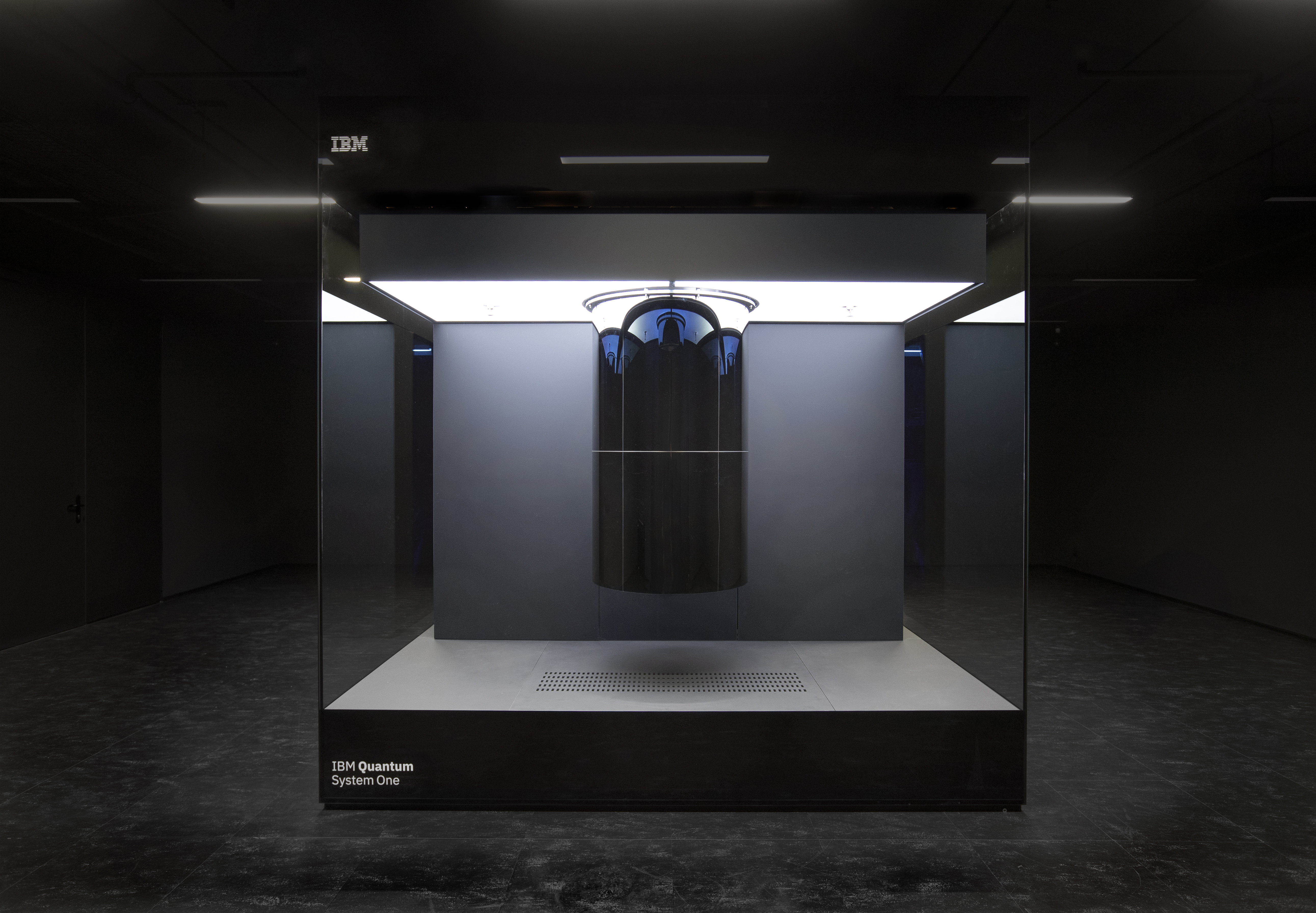
IBM Q System One (2019), den första kretsbaserade kommersiella kvantdatorn.

Kvantberäkning är en typ av beräkning som utnyttjar de gemensamma egenskaperna hos kvanttillstånd, såsom superposition, interferens och kvantsammanflätning, för att utföra beräkningar. De enheter som utför kvantberäkningar är kända som kvantdatorer.:I-5 Även om nuvarande kvantdatorer är för små för att överträffa vanliga (klassiska) datorer för praktiska tillämpningar, tros de vara kapabla att lösa vissa beräkningsproblem, såsom heltalsfaktorisering (som ligger till grund för RSA-kryptering), betydligt snabbare än klassiska datorer. Vetenskapen gällande kvantberäkningar är ett delområde inom kvantinformationsteorin.